# Cascadele Beușniței

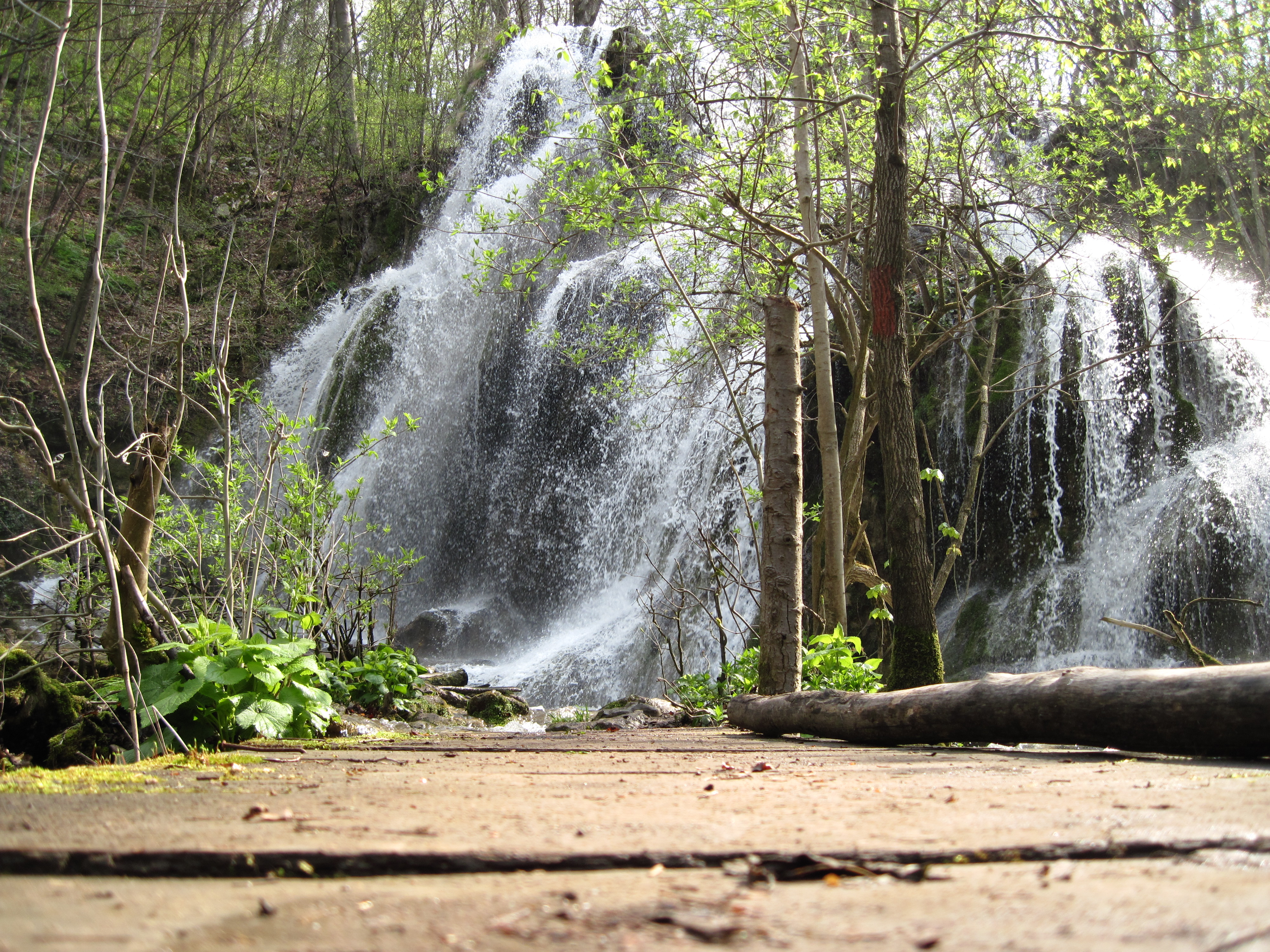
Cea mai înaltă din cascadele Beuşniţei (Foto: Alin Ciprian Ciulă, 2005)

Succesiunea de cascade (din care cea mai mare are peste 5 m înălțime) de pe Râul Beu în amonte de lacul Ochiul Beului formează Cascadele Beușniței.
Acestea au luat naștere prin actiunea apei timp de milenii în substratul calcaros. Calcarul dizolvat de apă a fost depus straturi-straturi de-a lungul cursului râului, formând tuful calcaros, rocă moale si permeabilă ce a permis modelarea a nenumărate forme, mini-baraje, ochiuri de apă și cascade succesive.
Situate în zona de protecție strictă cu statut de rezervație naturală din cadrul Parcului Național Cheile Nerei-Beușnița din județul Caraș-Severin, Cascadele Beușniței reprezintă un fenomen unic, un adevărat monument al naturii, și un obiectiv de însemnată valoare turistică, geologică si peisagistică.